# 灰尾漂鹬
灰尾漂鹬（学名：或），又稱灰尾鷸、灰尾漂鷸，为鹬科鷸屬的鸟类，是屬於鷸科的小型涉禽。英語名稱tattler源於牠們嘈雜的叫聲。屬名Tringa是烏利塞·阿爾德羅萬迪在1599年根據古希臘語trungas（亞里士多德提到的一種像畫眉鳥大小、擁有白色臀部且會上下擺動尾巴的涉水鳥）給予白腰草鷸的新拉丁語名稱。種名brevipes源自拉丁語brevis，意為「短」，和pes，意為「腳」。
這種鷸在東北西伯利亞繁殖。繁殖後，牠們會遷徙到從東南亞洲到澳大利亞的區域。在中国大陆，分布于辽宁、南至广东、西至青海等地。该物种的模式产地在亚洲帝汶。

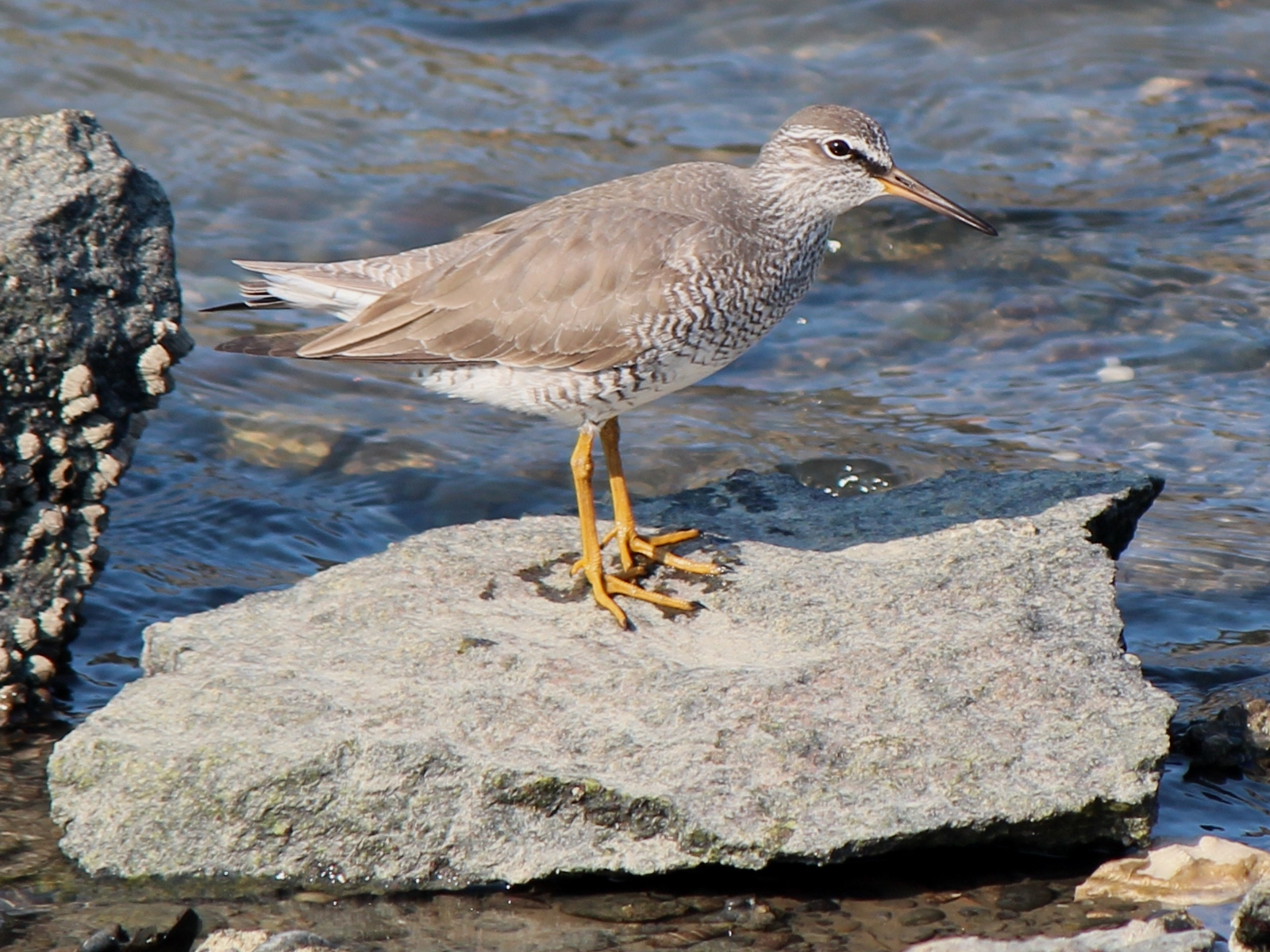
岩石上的黃足鷸 Tringa brevipes，汐川干潟，愛知縣,日本

## 描述
黃足鷸與其北美的近親美洲黄足鹬（T. incana）關係密切，並且與該物種難以區分。這兩種鷸是唯一在鷸屬（Tringa）中擁有無花紋的灰色翅膀和背部，以及在繁殖羽中具有或多或少延伸至腹部的鱗狀胸部花紋的物種，並且兩者都有相當顯著的眉紋。
這些鳥類在形狀和大小上類似赤足鷸。上半身、翼下、臉部和頸部為灰色，腹部為白色。牠們有短小的黃色腿和一個基部為淺色、尖端為深色的喙。牠們有一條不明顯的眼眉紋。
牠們與美洲的近親非常相似，區分依賴於鼻槽的長度和跗骨上的鱗片等細節。最好的區別是叫聲；黃足鷸發出雙音節的口哨聲，而美洲黄足鹬則發出波動的顫音。

## 行為
牠們的繁殖棲地位於東北西伯利亞的石質河床。牠們在地面築巢，但這些鳥類也會棲息在樹上。牠們有時也會使用其他鳥類的舊巢。
黃足鷸是強烈的候鳥，並在東南亞洲到澳大利亞的泥濘和沙質海岸過冬。牠們在北美西部和歐洲西部非常罕見。牠們並不是特別喜歡聚群的鳥類，除非在棲息時，否則很少見到大型群體。
這些鳥類在地面或水中覓食，通過視覺捕捉食物。牠們以昆蟲、甲殼類動物和其他無脊椎動物為食。